# コモロの都市の一覧

コモロの地図

コモロの都市の一覧。

## 人口が1万人以上の都市(2003年)
| 順位 | 都市         | コモロ語  | 人口   | 島               |
| ---- | ------------ | --------- | ------ | ---------------- |
| 1.   | モロニ       | Moroni    | 40,050 | グランドコモロ島 |
| 2.   | ムツァムドゥ | Mutsamudu | 20,828 | アンジュアン島   |
| 3.   | フォンボニ   | Fomboni   | 12,881 | モヘリ島         |
| 4.   | ドモニ       | Domoni    | 10,073 | アンジュアン島   |

## その他の都市
- トンベウー（英語版）
- ムヴニ（英語版）
- ムベニ（英語版）
- ミロンシ（英語版）
- アニー (コモロ)（英語版）